# John Davis Lodge
John Davis Lodge, född 20 oktober 1903, död 29 oktober 1985, var en amerikansk politiker och guvernör i Connecticut. Han var också skådespelare, ledamot av USA:s representanthus och ambassadör.

## Tidigt liv
Lodge föddes i Washington, D.C., i en framstående politisk familj. Hans farfars morfars far var amerikanske senatorn George Cabot, hans farfar var amerikanske senatorn Henry Cabot Lodge, hans ingifte morbror var ledamoten av USA:s representanthus Augustus Peabody Gardner, hans far var poeten George Cabot Lodge och hans bror var amerikanske senatorn Henry Cabot Lodge, Jr.
Lodge gick på Evans School for Boys i Mesa, Arizona, Middlesex School i Concord, Massachusetts, och Ecole de Droit, Paris, Frankrike. Han tog examen från Harvard University 1925. Han tog examen i juridik från Harvard Law School 1929. Han antogs till New Yorks advokatsamfund 1932 och började arbeta som advokat i New York City. Han gifte sig den 6 juli 1929 med skådespelerskan och balettdansösen Francesca Braggiotti. Han var skådespelare på film och teater från 1933 till 1942.
Han tjänstgjorde i amerikanska flottan som löjtnant och örlogskapten från augusti 1942 till januari 1946 och arbetade med samarbetet mellan de franska och amerikanska flottorna. Han fick den franska orden Hederslegionen och den franska medaljen Croix de Guerre med palmblad av general Charles de Gaulle. Efter kriget forskade han i ekonomi.

## Politisk karriär
Lodge valdes för Republikanerna från Connecticuts fjärde distrikt till två mandatperioder i USA:s representanthus och tjänstgjorde från den 3 januari 1947 till den 3 januari 1951. Han kandiderade inte till omval 1950, utan kandiderade då i guvernörsvalet i Connecticut, som han vann. Han efterträdde demokraten Chester Bowles och tjänstgjorde från den 3 januari 1951. När han kandiderade för en tredje period hösten 1954 förlorade han och efterträddes den 5 januari 1955 av demokraten Abraham A. Ribicoff. Han var delegat till Republikanernas nationella konvent från Connecticut 1952 och 1960.
Enligt en lokal legend var den omedelbara orsaken till att Lodge förlorade mot Abraham A. Ribicoff 1954 att Republikanerna i Fairfield County var missnöjda med de störningar som byggandet av motorvägen Connecticut Turnpike förde med sig. Ironiskt nog har denna motorväg fått namn efter honom själv.

## Ambassadör
Lodge tjänstgjorde sedan som USA:s ambassadör till Spanien från januari 1955 till januari 1961. Han var verkställande direktör på nationell nivå för Junior Achievement, Inc., 1963-1964. Utan framgång försökte han 1964 bli amerikansk senator från Connecticut. Han var ordförande för utrikespolitiska forskningsinstitutet vid University of Pennsylvania, 1964-1969; delegat vid Connecticuts konstitutionella konvent 1965. Sedan var han ambassadör till Argentina från 1969 till 1974 och till Schweiz 1983.
Han bodde i Westport, Connecticut, och avled i New York City. Han begravdes på Arlington National Cemetery.